# Rákoscsaba
Rákoscsaba 1950-ig önálló település volt, jelenleg Budapest XVII. kerületének része. A belvárostól legmesszebbre eső fővárosi városrészek egyike, legkeletebbi fekvésű házait alig egy kilométer választja el Péceltől. Főutcája, a Péceli út lényegében a 3103-as út városon belüli szakasza.

## Története
| 1. Régiakadémiatelep 2. Rákoskeresztúr 3. Madárdomb 4. Akadémiaújtelep 5. Rákosliget | 6. Rákoscsaba-Újtelep 7. Rákoscsaba 8. Rákoskert 9. Rákoshegy |

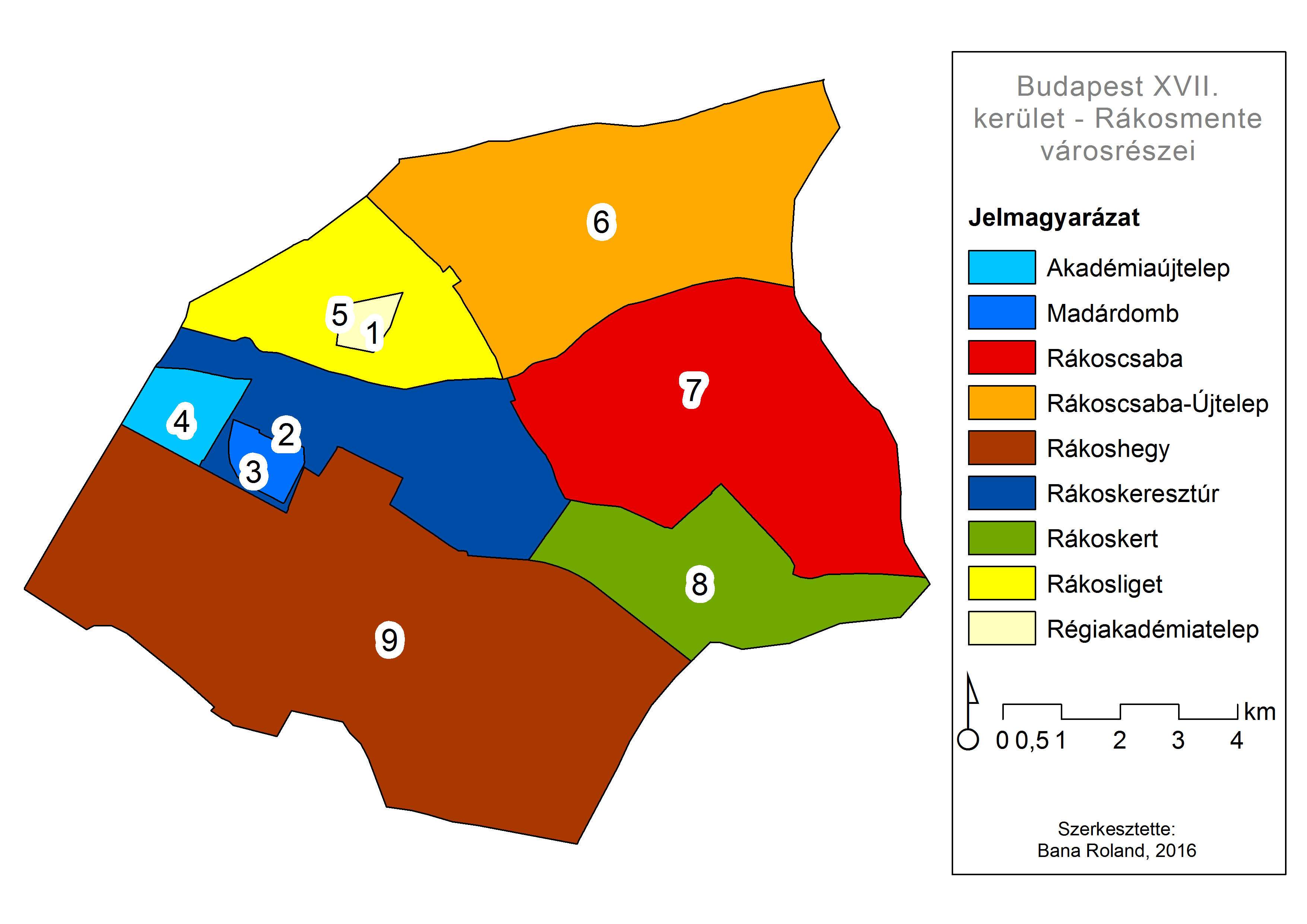
Budapest XVII. kerület - Rákosmente városrészei

A szájhagyomány szerint a nagy népvándorlások korát átvészelő hunok egy kis csoportja a mai Rákoscsaba területén húzta meg magát, s a helyet vezetőjük, Attila hun király fia, Csaba királyfi után nevezték el Rákoscsabának („Chabaracusa”). Ezen vélt vagy valós kötödést számos utca- és térnév is megjeleníti.
A település neve a Százdi apátság 1067-ben keletkezett alapítólevelében tűnik fel először, mint Chaba racusa (Csaba Rákosa). A kora középkortól kezdve Csabarákos formában is említik. A területet Géza magyar fejedelem adta hűbérbirtokként az Aba nemzetségbeli Péter ispánnak, a hozzá rendelt 6 szőlőművessel és 12 földművestanyával együtt. Péter ispán viszont egy környékbeli monostor rendelkezésére bocsátotta. Az Árpád-kori templom félköríves szentélyét 1904-ben, a református templom építésekor tárták fel. 1535 után birtokosa Werbőczy István volt. Több birtokos következett, az utolsó a török időkig a Ráday család volt.
A település nem néptelenedett el sohasem, ezért Rákoskeresztúrral ellentétben nem volt szükség nagyobb arányú betelepítésre.
Rákoscsaba lakossága Rákóczi oldalán részt vett a Rákóczi-szabadságharcban is; maga Rákóczi Ferenc is eltöltött egy éjszakát a faluban (1705. július 4-5.).
Később, 1848-ig a Laffert család tulajdonában volt. Rákoscsabának ekkor kb. 1000 lakosa volt. A helyi római katolikus templomban kötött házasságot Jókai Mór és Laborfalvi Róza 1848. augusztus 29-én, melyet egy emléktábla is jelez a templom falán. A lakosság száma 1910-ben 5000-re, 1941-ben 15 000-re növekedett. Jelentős volt az iparosok aránya. Rákoscsabát 1950. január 1-jével – számos fővároskörnyéki településsel együtt – Budapesthez csatolták.

## Részei
- Csabagyöngye
- Felsőrét
- Ótelep
- Pipishegy
- Szárazhegy
- Szentlászlótelep
- Virágtelep

## Templomok és látnivalók

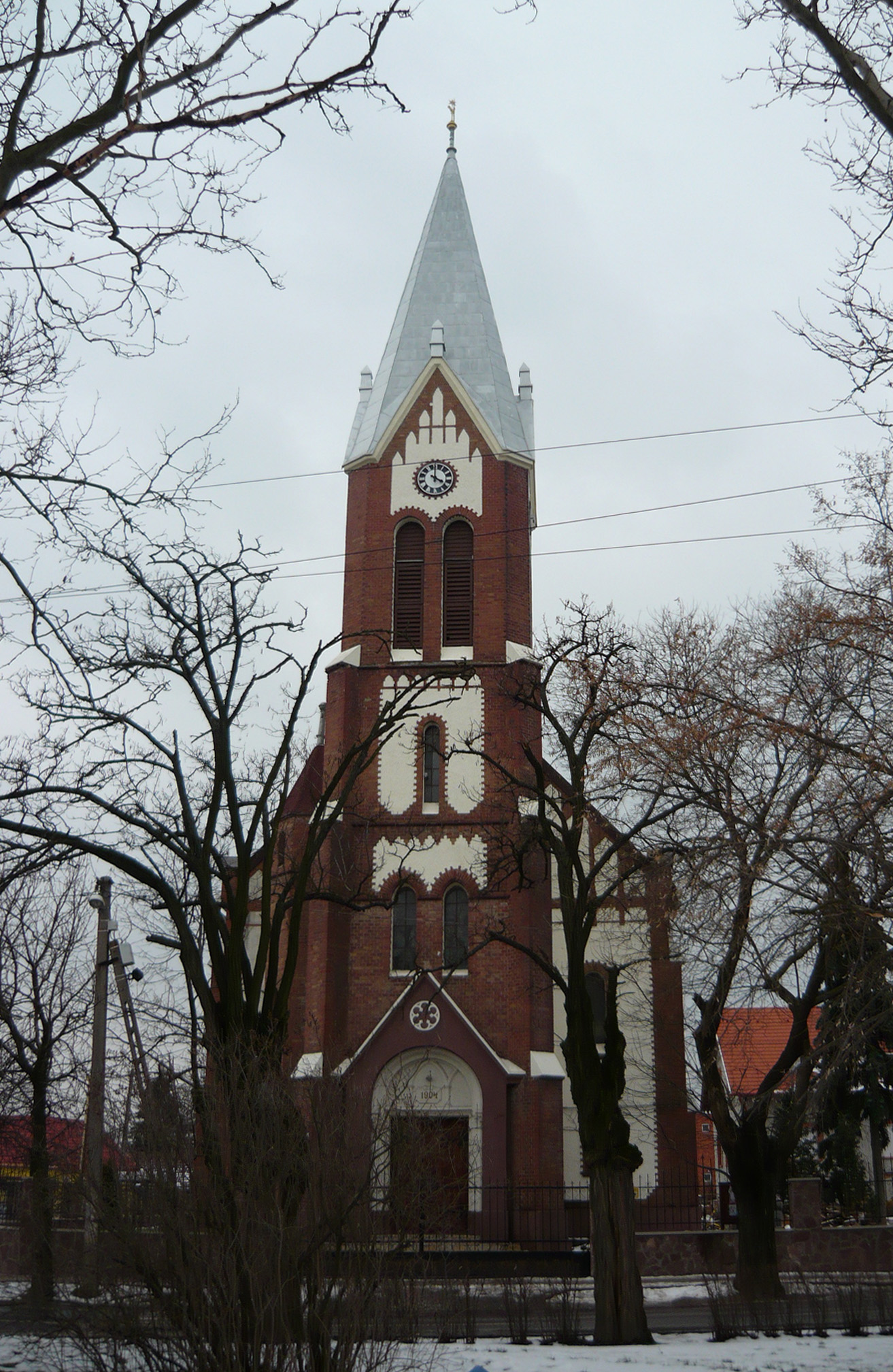
A Csaba vezér téri református templom

- Rákoscsabai Református Egyházközség temploma[3] (Csaba vezér tér)
- Rákoscsabai Főplébániatemplom (Péceli út)
- Árpád-házi Szent Erzsébet-plébániatemplom (Árpád-házi Szent Erzsébet park)
- Evangélikus templom (Péceli út)
- Görögkatolikus templom (Zrínyi utca)
- Baptista templom (Zrínyi utca)
- Bogáti-Hajdú-villa (avagy a „Süllyedő kastély”, Rákoscsaba utca)
- Csaba vezér tér
  - Hősök szobra
  - Kossuth-emlékmű
  - "Kokárda" (1848–49-es forradalom és szabadságharc emlékműve)
- HiJackers Bike Park

##### Rákoscsabai-erdő
Anna utca és Lemberg utca között, a Pajta utca két oldalán található, fás, bokros terület.  Jelenlegi állapotát tekintve inkább egy extenzíven fenntartott parkra, mintsem erdőre hasonlít, de közelmúltban (2020 dec - 2023 jan) történt fásításnak köszönhetően egyre szebb lesz, lehet. Könnyen megközelíthető, mind gyalogosan, mind kerékpárral.
FŐKERT: https://www.fokert.hu/erdok/_e132/ Archiválva 2023. január 17-i dátummal a Wayback Machine-ben
Erdősítés videó: https://www.youtube.com/watch?v=eqeYy3PRf58

## Híres rákoscsabaiak
- Bruder János (1913–1982) kertészmérnök, növénynemesítő
- Enzsöl Ellák katolikus pap
- Kelemen Péter világbajnok öttusázó
- Krencsey Marianne (1931–2016) színésznő
- Soós Béla (1896–1945) református teológus, egyháztörténész
- Szánthó Géza református lelkész

## Tömegközlekedés
Rákoscsabán két vonatállomás is található (Rákoscsaba megállóhely, Rákoscsaba-Újtelep megállóhely), illetve Rákoskerten is van egy megálló (Rákoskert megállóhely). Az utcákon csak busz közlekedés folyik. Ezt főleg a BKV üzemelteti. Színvonala jelentősen emelkedett 2008. szeptember 6-ától, ugyanis átszállás nélkül már nem csak Rákoskeresztúr, városközpontba lehet eljutni, hanem az Örs vezér terére (97E, 161 és 169E jelzésű autóbuszokkal), Kőbánya-Kispestre (201E és 202E jelzésű autóbuszokkal) és Kőbánya alsó vasútállomásra is (162-es és 262-es jelzésű autóbusz). Ezenkívül Rákoscsabán megállnak egyes Volánbuszok is (például a Kucorgó téren).

## Oktatási intézmények és könyvtár
- Jókai Mór Általános Iskola (Szánthó Géza utca 60.) - a legrégebbi iskola, mely meghaladta már a 200 évet[4]
- Szabadság Sugárúti Általános Iskola (Szabadság Sugárút 32.)
- Zrínyi Miklós Általános Iskola (Sisakos sáska utca 3.)
- Fővárosi Szabó Ervin Könyvtár 17/2 (Péceli út 232.)